# Haus Crange
Haus Crange war eine Wasserburg im heutigen Herner Ortsteil Crange.
Herzog Adolf II. von Kleve ließ die mit Ecktürmen versehene und nur durch eine hölzerne Zugbrücke erreichbare Wasserburg um 1440 auf einer Insel in der Niederung der Emscher errichten und belehnte vermutlich am Laurentiustag (10. August) des Jahres 1441 Derick van Eykel, Drost des märkischen Amtes Bochum, mit dem Haus „geheiten ten Krangh“. Krang bedeutete Flussschleife.

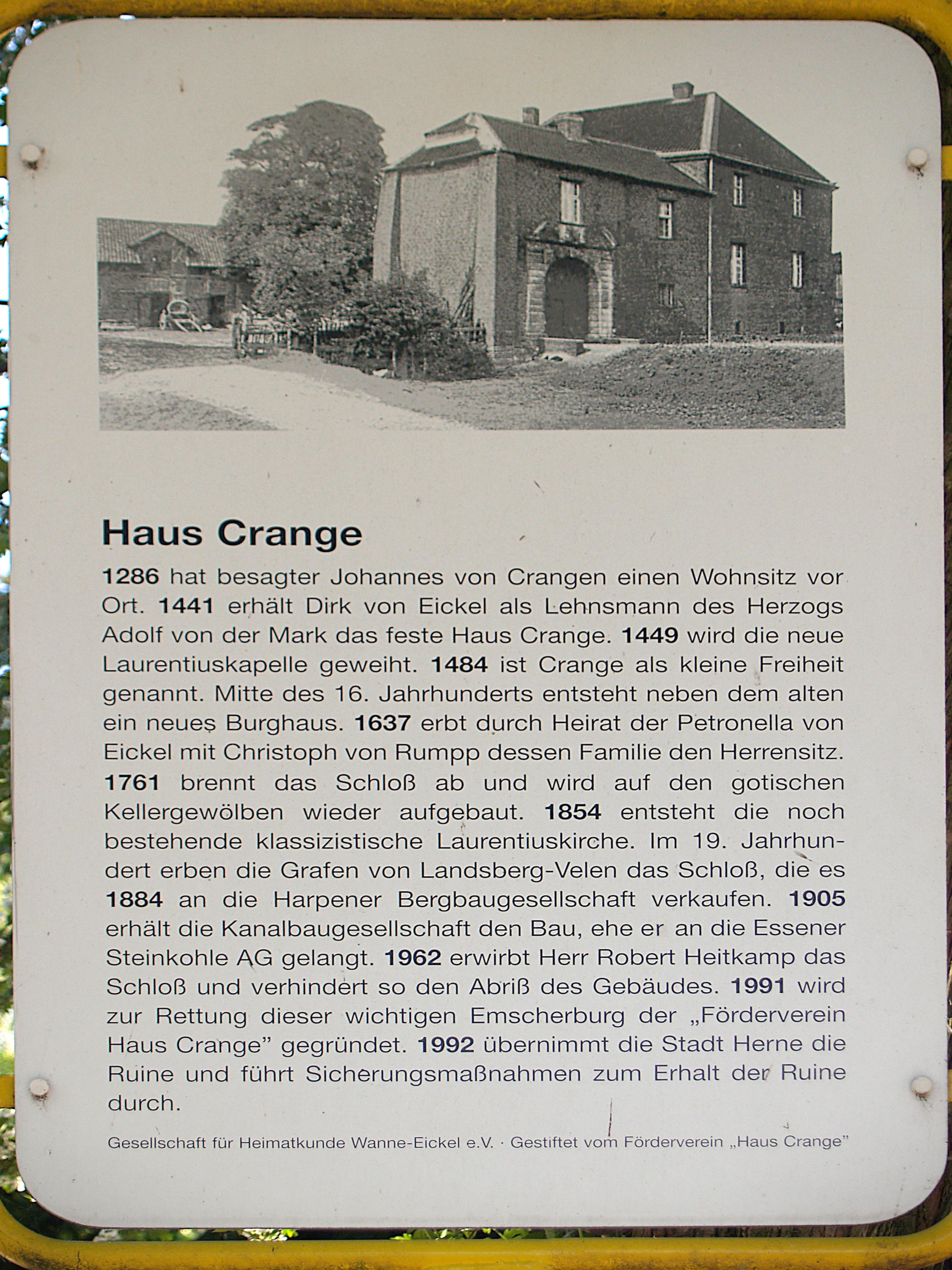
Infotafel nahe der Ruine

Nördlich der Burg stand die Kapelle des Hauses Crange, die Laurentiuskapelle, die 1449 geweiht wurde. Sie wurde bereits 1873 abgebrochen. Ihr Dreiflügelaltar aus der Soester Malerschule befindet sich heute im Schloss Ahausen.
Nach der Familie von Eickel zu Crange erbte die Familie von Rump 1637 den Besitz. 1761 brannte das Gebäude ab und wurde im gleichen Jahr mit einer klassizistischen Raumgestaltung auf dem gotischen Kellergewölbe erneuert. 1812 zogen die Besitzer aus, und die Burg wurde verpachtet. Durch Erbfolge gelangten die Grafen von Landsberg-Velen an den Besitz. 1884 wurde er an die Harpener Bergwerksgesellschaft verkauft, die ihn 1905 an die Kanalbaugesellschaft veräußerte. Über die Essener Steinkohle AG gelangte das Haus 1962 an den Industriellen Robert Heitkamp.
Das Gebäude verfiel zusehends, und 1991 gründete sich der Förderverein Haus Crange e. V. zur Rettung des Gebäudes. Trotz vielfältiger Planungen und behelfsmäßiger Maßnahmen (Denkmalschutz 1984, Erwerb des Bauwerks durch die Stadt Herne 1992, Ideenwettbewerb einer Restaurierung/Neu- bzw. Anbauten) ist das Haus bis zur Jahrtausendwende verfallen.
Nach zehnjährigen Sanierungsarbeiten wurden die Überreste des Hauses im September 2012 als „gepflegte Ruine“ wieder öffentlich zugänglich gemacht. Um das Gebäude, von dem nur noch die Grundmauern erhalten sind, führt ein neu angelegter Rundweg mit Informationstafeln, die über die Geschichte des Ortes informieren.
Einige Meter von der Ruine entfernt findet die Cranger Kirmes statt, die auf den Pferdemarkt am Laurentiustag zurückgeht, auf dem seit dem 16. Jahrhundert Wildpferde aus dem Emscherbruch verkauft wurden.